# 吳思瑤
吳思瑤（1974年5月28日—），中華民國政治人物，民主進步黨籍，屬於新潮流系，現任臺北市第一選舉區立法委員、民主進步黨立法院黨團幹事長。曾任臺北市議會議員、臺北市議會民進黨黨團總召集人。

## 生平
吳思瑤生於臺北縣，輔大日文系畢業(雙主修西文系) 台大政治系碩士在職專班 ，目前於國立臺北藝術大學文化資產與藝術創新博士班就讀。
受黨外雜誌《美麗島》、鄭南榕紀念專輯啟蒙，成為她從政的原因。野百合學運時期，爸爸載她到中正紀念堂一起送便當、水果給靜坐學生。
後恰逢李文忠競選國大代表，吳思瑤擔任其志工，開始第一份政治工作。吳思瑤頗受李文忠賞識，受招攬至民進黨國大黨團任助理參與修憲工作，李文忠當選立法委員後又任其國會辦公室主任，並受李推薦至行政院祕書長劉世芳辦公室機要秘書、游錫堃行政院長辦公室機要參議等職。
2006年，時任立委蕭美琴「美琴之友會」總幹事的吳思瑤正式投身選戰，與蕭美琴服務處主任許淑華共組「女刺客兵團」參選臺北市議員。
在第九屆立法委員選舉中，民進黨決定徵召吳思瑤參選臺北市第一選舉區（士林區、北投區）。2016年，吳思瑤擊敗中國國民黨擔任七屆立委的丁守中，當選立法委員。2020年第十屆立委選舉連任成功；2024年第十一屆立委選舉三度當選。

## 爭議

### 波多野結衣悠遊卡事件
2015年，悠遊卡公司開放預購一萬五千套波多野結衣悠遊卡，卻遭到台北市議員高嘉瑜爆料三千套卡被預留做為公關卡，高達五分之一發行量被「暗槓」，根本是黑箱作業。高嘉瑜表示，「波卡」在網路已被哄抬至上萬元，這有利益輸送之嫌，並要求公布公關名單及標準，不應讓公關卡成為悠遊卡公司籠絡特定對象，或假公濟私的工具。
悠遊卡公司公布公關卡名單，共有18名議員以問政名義索資74套，其中以吳思瑤一人索取高達20套最多，引發質疑濫用特權。對此，吳思瑤在臉書表示，是她的助理為問政備存資料，自行向市府索資，她一向授權辦公室同仁進行問政準備工作，單純是助理個人的行為。

### 代按其他立委表決器
2019年11月16日，立法院審查時代力量的提案時，吳思瑤被發現私自替不在場的同黨立委張廖萬堅、張宏陸及林俊憲代按電子表決器，等同一個人投了4票否決該提案，遭到批評是作弊、偷渡行為。吳思瑤坦承有疏失，但強調四位立委當時都在立法院，只是暫時離開座位，並認為自己代按表決器投票的行為並無不當。
但早在2016年，時任立法院院長蘇嘉全就曾公開表示「表決器不可代按」，吳思瑤的言論也遭到公民監督國會聯盟強烈譴責。

### 疑似阻撓性騷擾受害者報案
2023年6月3日，吳思瑤被國民黨台北市議員張斯綱指控曾護航、阻止性騷擾受害者報案。吳思瑤發文嚴正駁斥此為汙衊行為，表示不要為了選舉消費受害者。
臺北市政府警察局證實，2007年5月8日該被害女性黨工向北投分局報案，經調查後確認性騷擾事件成立。對此，吳思瑤在臉書回應「協助受害者，我也許做得不夠，我為此深深感到抱歉，我也對受害人長久以來的傷痛感到不捨」，同時否認有阻撓報案，並呼籲大家「切莫消費受害者，拿性平事件作為政治攻訐的工具。」

## 軼聞
吳思瑤與同為民進黨籍高雄市立法委員賴瑞隆是板橋高中的同屆同學。

## 選舉紀錄
| 年度 | 選舉屆數               | 選舉區           | 所屬政黨   | 得票數  | 得票率 | 當選標記 | 備註   |
| ---- | ---------------------- | ---------------- | ---------- | ------- | ------ | -------- | ------ |
| 2006 | 第十屆臺北市議員選舉   | 臺北市第一選舉區 | 民主進步黨 | 17,437  | 6.54%  |          | [ 32 ] |
| 2010 | 第十一屆臺北市議員選舉 | 臺北市第一選舉區 | 民主進步黨 | 17,528  | 5.88%  | [ 33 ]   |        |
| 2014 | 第十二屆臺北市議員選舉 | 臺北市第一選舉區 | 民主進步黨 | 20,302  | 6.64%  | [ 34 ]   |        |
| 2016 | 第九屆立法委員選舉     | 臺北市第一選舉區 | 民主進步黨 | 95,951  | 50.82% | [ 15 ]   |        |
| 2020 | 第十屆立法委員選舉     | 臺北市第一選舉區 | 民主進步黨 | 107,850 | 52.12% | [ 16 ]   |        |
| 2024 | 第十一屆立法委員選舉   | 臺北市第一選舉區 | 民主進步黨 | 91,958  | 47.22% |          |        |

## 外部連結
- 吳思瑤的Facebook專頁
- 吳思瑤的Instagram帳戶
- 吳思瑤的Threads
- YouTube上的吳思瑤頻道